# 井上柳梧
井上 柳梧（いのうえ りゅうご、1880年（明治13年）9月21日 - 1962年（昭和37年）3月6日）は、日本の蚕糸学者、政治家。上田蚕糸専門学校第2代校長、上田市長。農学博士。

## 経歴
東京府本郷区駒込千駄木町（現東京都文京区）で、官僚・井上廉の息子として生まれた。1893年（明治26年）高等師範学校附属小学校（現・筑波大学附属小学校）を卒業。1898年（明治31年）高等師範学校附属尋常中学校（現・筑波大学附属中学校・高等学校）を卒業。官界を志していたが科学分野への興味がまさり 東京帝国大学農科大学に進み農芸化学を専攻。1908年（明治41年）7月に卒業して大学院に進み、1911年（明治44年）蚕糸研究のためフランス、ドイツ帝国に留学。
1913年（大正2年）に帰国し、同年6月、上田蚕糸専門学校の教授となる。文部省視学委員、東京帝国大学農学部講師、長野県蚕業試験場長、農林省蚕糸試験場嘱託、九州帝国大学農学部嘱託などを兼任。1938年（昭和13年）3月、上田蚕糸専門学校長に就任し、1944年（昭和19年）に停年退職。
地方政治家の多くが公職追放となっていたため有志の推薦で 1947年（昭和22年）上田市長に当選し、同年4月から1951年（昭和26年）4月まで1期務めた。この間、学制改革による新制中学の設置、日本専売公社上田タバコ工場の誘致、上水道の拡張、上田警察署庁舎の新築、上田城の櫓復旧などに務め、戦後の復興に尽力した。
市長退任直後、長野県短期大学学長となり1955年（昭和30年）まで在任。その後、上田市に戻り、趣味の絵画や学生青年との山岳散策などを楽しんだ。1962年3月6日死去。81歳。

## 学問業績
1917年（大正6年）7月16日、「桑葉のアミノ酸についての研究」で農学博士。繭の解飾の研究、繭セリシン定着法の研究などを進め、蚕糸化学の発展につくした。

## 著作
- 『絹糸学』興文社、1933年。
- 『日本蚕糸概論〈総論編〉』羽田書店、1947年。